# 震网

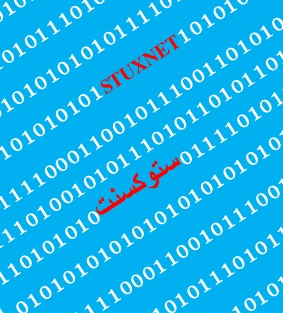
一个被设计为代表“震网”病毒的标志。

震网（Stuxnet），又称作超级工厂，是一种Windows平台上的计算机蠕虫，2010年6月首次被白俄罗斯安全公司VirusBlokAda发现，其名称是从代码中的关键字得来，它的传播从2009年6月或更早开始，首次大范围被报道的是Brian Krebs的安全博客。它是首个针对工业控制系统的蠕虫病毒，利用西门子公司控制系统（SIMATIC WinCC/Step7）存在的漏洞感染数据采集与监控系统（SCADA），能向可编程逻辑控制器（PLC）写入代码并将代码隐藏。这次事件是有史以来第一个包含PLC Rootkit的电脑蠕虫，也是已知的第一个以关键工业基础设施为目标的蠕虫。此外，该蠕虫的可能目标为伊朗使用西门子控制系统的高价值基础设施。据报道，该蠕虫病毒可能已感染并破坏了伊朗纳坦兹的核设施，并最终使伊朗的布什尔核电站推迟启动。不过西门子公司表示，该蠕虫事实上并没有造成任何损害。
赛门铁克安全响应中心高级主任凯文·霍根（Kevin Hogan）指出，约60%的被感染的个人电脑在伊朗，这意味着其目标是当地的工业基础设施。俄罗斯安全公司卡巴斯基实验室发布了一个声明，认为Stuxnet蠕虫“是一种十分有效并且可怕的网络武器原型，这种网络武器将导致世界上新的军备竞赛，一场网络军备竞赛时代的到来。”并认为“除非有国家和政府的支持和协助，否则很难发动如此规模的攻击。”伊朗成为了真实网络战的第一个目标。

## 历史
2010年6月中旬，该病毒首次由安全公司VirusBlokAda发现，其根源可追溯到2009年6月。Stuxnet蠕虫的最终编译时间约为2010年2月3日。
2012年，《紐約時報》報導，美國官員承認這個病毒是由美國國家安全局在以色列協助下研發，以奧林匹克網路攻擊行動為計劃代號，目的在於阻止伊朗發展核武。

## 活动

自动化软件Step 7与Siemens PLC之间的正常通信

Step 7与Siemens PLC的通信被Stuxnet劫持

Stuxnet同时利用微软和西门子公司产品的7个最新漏洞进行攻击。这7个漏洞中，MS08-067、MS10-046、MS10-061、MS10-073、MS10-092等5个针对Windows系统（其中MS10-046、MS10-061、MS10-073、MS10-092四个属于0day漏洞），2个针对西门子SIMATIC WinCC系统。
它最初通过感染USB闪存驱动器传播，然后攻击被感染网络中的其他WinCC计算机。一旦进入系统，它将尝试使用默认密码来控制软件。但是，西门子公司不建议更改默认密码，因为这“可能会影响工厂运作。”
该蠕虫病毒的复杂性非常罕见，病毒编写者需要对工业生产过程和工业基础设施十分了解。利用Windows的零日漏洞数量也不同寻常，因为Windows零日漏洞的价值，黑客通常不会浪费到让一个蠕虫同时利用四个漏洞。Stuxnet的体积较大，大约有500KB，并使用了数种编程语言（包括C语言和C++），通常恶意软件不会这样做。Stuxnet还通过伪装成Realtek与JMicron两家公司的数字签名，以绕过安全产品的检测并在短期内不被发现。它也有能力通过P2P传播。这些功能将需要一个团队，以及检查恶意软件不会使PLC崩溃。在西门子系统维护和故障排除方面拥有多年的经验的埃里克·拜尔斯（Eric Byres）告诉《连线》，编写这些代码需要很多人工作几个月，甚至几年。這樣大費周章的設計，也是該軟體被懷疑有軍事背景的因素。

## 移除
西门子公司已经发布了一个Stuxnet的检测和清除工具。西门子建议检测到感染的客户联系客户支持，并建议客户安装微软的漏洞补丁并禁用第三方USB设备。
该蠕虫病毒可重新编程外部可编程逻辑控制器（PLC）的能力使得移除过程变得更为复杂。赛门铁克的Liam O'Murchu警告说，仅修复Windows系统可能无法完全解决感染问题，他建议全面检查PLC。此外据推测，错误地移除该蠕虫可导致大量损失。

## 受影响的国家
赛门铁克的研究表明，截至2010年8月6日，受影响的国家主要有：
| 国家           | 受感染电脑比例 |
| -------------- | -------------- |
| 伊朗           | 58.85%         |
| 印度尼西亚     | 18.22%         |
| 印度           | 8.31%          |
| 阿塞拜疆共和国 | 2.57%          |
| 美国           | 1.56%          |
| 巴基斯坦       | 1.28%          |
| 其他国家       | 9.2%           |

据报道，在Stuxnet袭击之后，伊朗“增强了”其网络战能力，并被怀疑对美国银行进行了报复性袭击。